# Cassio Rippel
Cassio Cesar de Mello Rippel (Ponta Grossa, 2 de maio de 1978) é um atirador esportivo brasileiro.
Foi eleito pelo Comitê Olímpico Brasileiro o melhor atleta do Tiro Esportivo no ano de 2013 e recebeu o Prêmio Brasil Olímpico. Em 2013 e 2014, recebeu o prêmio Orgulho Paranaense.
Conquistou o 5º lugar na Etapa da Copa do Mundo da Espanha, em 2013; 5º lugar na Etapa da Copa do Mundo dos Estados Unidos, em 2013; 7º lugar na Etapa da Copa do Mundo da Eslovênia, em 2014.
Nos Jogos Pan-Americanos de 2015 conquistou a medalha de ouro vencendo a prova de carabina deitado 50m com 207.7 pontos, batendo o recorde pan-americano na fase classificatória, com 625.9 unidades. Com isso assegurou uma vaga nos Jogos Olímpicos do Rio de Janeiro. Cassio também é major do exercito brasileiro.